# Abdij van Grimbergen

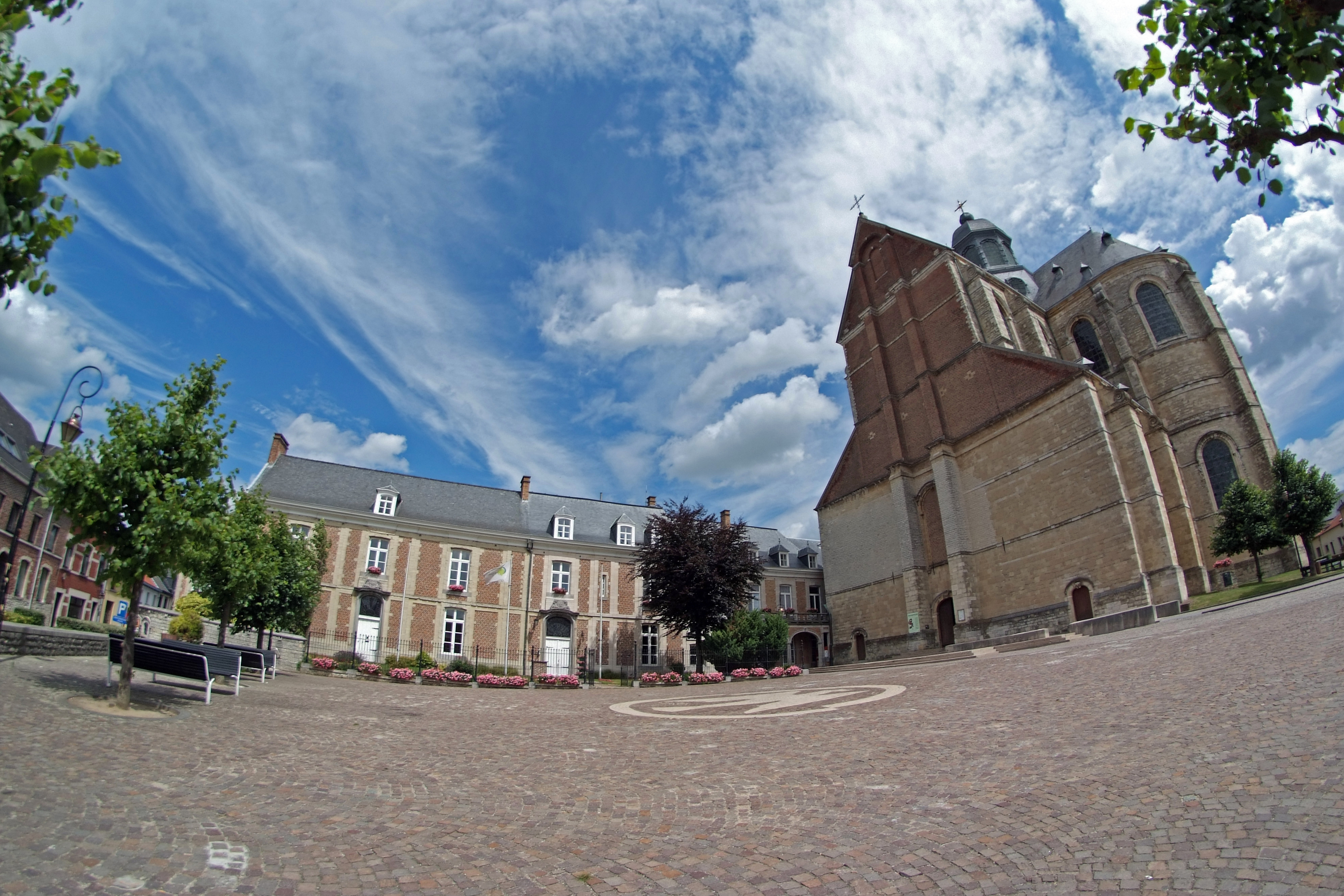
De abdij van Grimbergen

De Abdij van Grimbergen (Canonia Grimbergensis in het Latijn) is een norbertijnenabdij in de Brabantse circarie. Ze ligt in Grimbergen (provincie Vlaams-Brabant), ongeveer 10 kilometer ten noorden van Brussel. Het is de oudste bewoonde norbertijnenabdij van België.
Het embleem van de abdij is de feniks, ontleend aan de Griekse mythologie. Net zoals deze vogel herrijst uit zijn as, is de abdij namelijk na herhaalde verwoestingen (in 1142, 1579 en 1816) heropgebouwd. Dit wordt ook verwoord in  de leuze ardet nec consumitur ("zij brandt, maar wordt niet verteerd").

## Ontstaan en geschiedenis

### Van de stichting tot de Franse Revolutie
De abdij werd tussen 1126 en 1128 hoogstwaarschijnlijk door de H. Norbertus zelf gesticht, op aansporen van de Berthouts, heren van Mechelen en Grimbergen, die hiermee hun invloed wilden verhogen. In 1132 werd de abdijkerk ingewijd door bisschop Liethardus van Kamerijk. De eerste norbertijnen waren waarschijnlijk afkomstig uit de abdij van Prémontré. Van in het begin kregen de Grimbergse norbertijnen de taak om te zorgen voor verschillende parochies in de onmiddellijke omgeving van het klooster.
Aanvankelijk was de abdij ingericht als dubbelklooster. Nadat het kapittel van Premonstreit in 1137 had beslist dubbelkloosters voortaan te verbieden, liet abt Humbertus in 1140 te Nieuwenrode een priorij voor de zusters oprichten.
Tijdens de Grimbergse Oorlogen (1139 - 1159) werd de abdij voor de eerste maal geheel verwoest. In de 15e en 16e eeuw kende de abdij een bloeiperiode die eindigde in 1566, tijdens de Beeldenstorm, toen de abdij werd geplunderd en later ook in brand gestoken (1579). De geestelijken vluchtten naar hun Brusselse refugehuis in de Korte Ridderstraat (thans Kleerkoperstraat), waar ze 40 jaar bleven gevestigd.
De Contrareformatie luidde opnieuw een periode van voorspoed in voor de abdij. In 1606 keerden de norbertijnen terug naar Grimbergen. In 1660 werd de bouw van een nieuwe abdijkerk aangevat, naar de plannen van de Grimbergse norbertijn Gilbert van Zinnick (1627-1665). In 1700 waren de werken dusdanig gevorderd dat de nieuwe abdijkerk met Kerstmis in dienst kon genomen worden. Er werd nog verder aan de kerk gewerkt, maar in 1725 was het geld voor de bouw op en werd een stopgevel geplaatst. De twee traveeën die nog voorzien waren, zijn er nooit gekomen. De bouwstijl is nauw verwant aan deze van de abdijkerken van Ninove (1635-1725) en Averbode (1664-1672).
Onder het abbatiaat van Jan-Baptist Sophie (1755-1775) kwamen de sacristie (1763), de abdijpoort (1767) en de huidige pastorie (1768) tot stand. De sacristie is een van de grootste in België (15,5 m lang, 11 m breed, 8 m hoog).
Tijdens de Franse Revolutie werd de abdij in 1794 opgeheven. De gronden van de kanunniken werden geconfisqueerd in 1798 en de geestelijken verjaagd. In 1816 werd het klooster tot op de grond afgebroken. Alleen de pastorij, de boerderij en de oude ingangspoort bleven gespaard. Omdat de abdijkerk tevens dienstdeed als parochiekerk, bleef deze ook overeind.

### Heropbouw na de Franse Revolutie
In het jonge België (1830) herleefde het kloosterleven en werd de abdij al vanaf 1831 onder moeilijke omstandigheden heropgebouwd onder leiding van pastoor Jan van den Bergen. In 1840 werd ze plechtig ingewijd.

### Twintigste eeuw tot heden

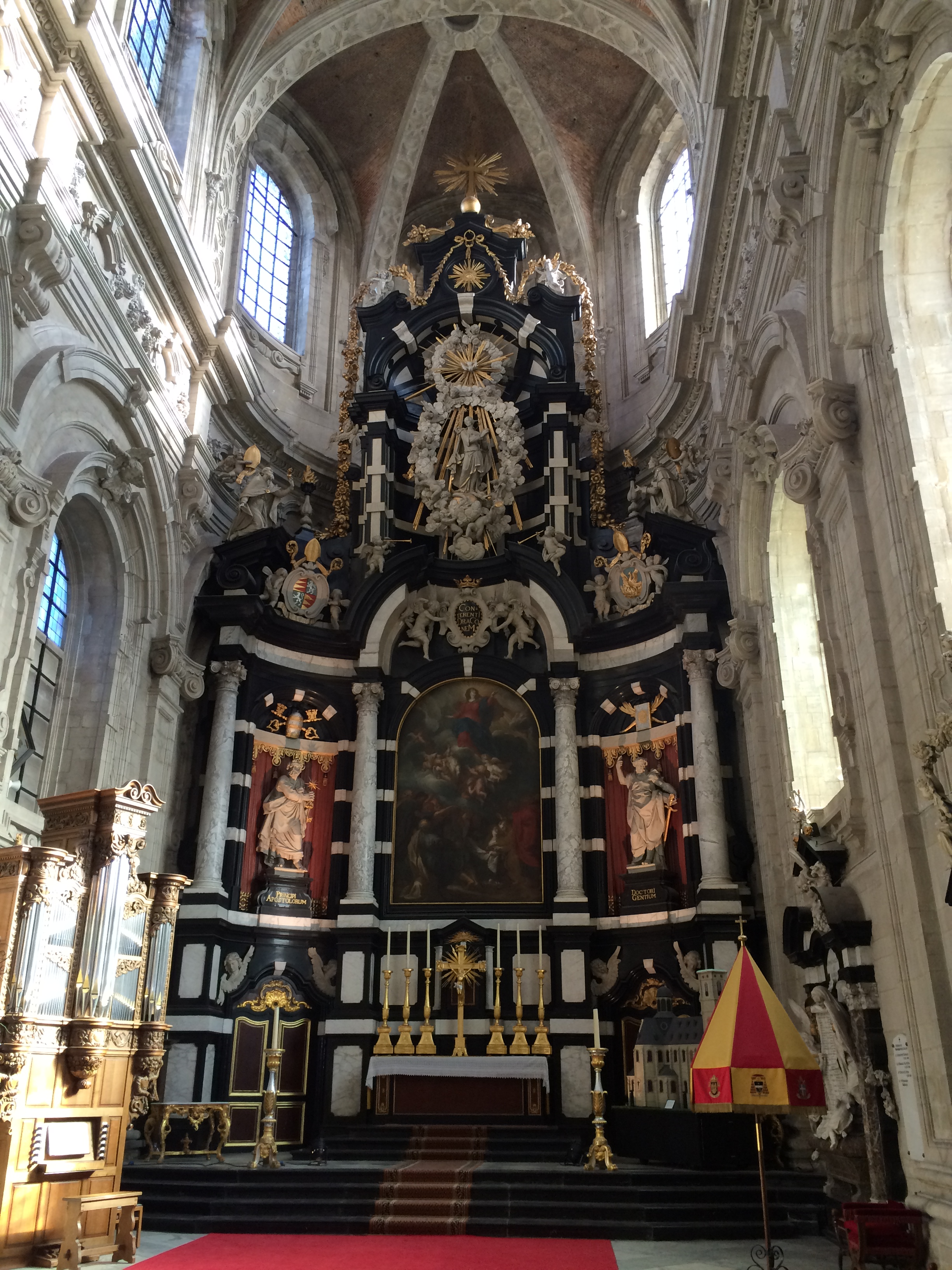
Hoofdaltaar met conopeum.

In de jaren 1950 trok een groep norbertijnen uit Grimbergen naar Zuid-Afrika om er een missie in Kommetjie te stichten. Waltman Smeets werd er de eerste prior.
In mei 1964 werd de huidige, vierde beiaard met zijn 48 klokken plechtig ingespeeld door Staf Nees. Aan deze beiaard van de firma Horocantus uit Lokeren i.s.m. de Koninklijke Eijsbouts uit Asten in Nederland, werd in 1998 een 49e klok toegevoegd. Over de eerste beiaard is slechts geweten dat hij 6521 pond brons opleverde toen men in 1715 een nieuwe beiaard bestelde in Antwerpen. Deze tweede beiaard werd stelselmatig uitgebreid in de 18e eeuw, doch al zijn klokken werden geroofd ten tijde van de Franse Revolutie. De derde beiaard werd door de gemeente geschonken in 1928, naar aanleiding van het 800-jarige bestaan van de abdij.
In 1965 werd naast de voormalige paardenstallen het Fenikshof gebouwd. Dit gebouw werd in 1999 nog verder uitgebreid voor de Volkssterrenwacht Mira.
Op 10 februari 1993 brak er een korte maar hevige brand uit in de abdijkerk waardoor twee schilderijen en drie beelden van de biechtstoel totaal vernietigd werden. De beelden werden vervangen, maar de twee schilderijen (de Aankondiging van Theodoor Van Loon en de Verrijzenis van Godfried Maes) gingen definitief verloren.
Op 8 december 1999 verleende paus Johannes Paulus II de eretitel van 'basilica minor' (basiliek) aan de abdijkerk. Sindsdien kan men er in het koor de kentekens van conopeum en tintinnabulum terugvinden.
Op 24 september 2004 werd het vernieuwd Forceville orgel na een jarenlange restauratie opnieuw in dienst genomen door organist Kamiel D'Hooghe.

## Activiteiten in en rond de abdij
Momenteel telt de abdij een 30-tal kloosterlingen in Grimbergen en Zuid-Afrika. De kanunniken die buiten het klooster leven, zijn pastoor in de omliggende parochies.
De abdij heeft haar uitstraling te danken aan een reeks van initiatieven zoals abdijfora, Bijbelavonden, radio- en televisiemissen en abdijconcerten. De kanunniken voorzien in hun parochie in zes van de zeven sacramenten (er is geen biechtgelegenheid).
Het abdijbier Grimbergen wordt sinds 1958 gebrouwen door de firma Alken-Maes. Deze opende in mei 2021 samen met de abdij en de Carlsberg Group een moderne minibrouwerij in het abdijcomplex, waarmee de bierproductie daar na tweehonderd jaar weer terug is.
Onder impuls van de norbertijn Godfried Thomas Pieraerts (1908–1984) werd in 1967 Volkssterrenwacht Mira opgericht op het grondgebied van de abdij.
Het Gregoriaans Abdijkoor Grimbergen werd in 1968 opgericht en verzorgt elke zondag de Heilige Mis onder leiding van pater Gereon Van Boesschoten.
Sinds 1976 worden er activiteiten van Marriage Encounter georganiseerd.
De V.Z.W. 'De Vrienden van de Abdij van Grimbergen' werd opgericht in 1986 met als doelstelling 'de geschiedenis en de oudheidkunde van de Abdij van Grimbergen te doen kennen en bij te dragen tot de vrijwaring, het herstel en de uitbreiding van haar kunstpatrimonium'.
In 1997 werd het eerste abdijbiermuseum van België geopend in de 17e-eeuwse boerderij van de abdij.

## Aantal norbertijnen
1496: 11

1526: 33 inwoners

1577: 27

1775: 42

1796: 11

Heropbouw na de Franse Revolutie

1846: 15

1972: 53

## Verdienstelijke kanunniken
- Philippe van der Masen (1578-1641), componist
- Jean Van den Steen (1596-1654)
- Georges van Wemmel (1615-1670?)
- Thomas Kempen (1627-1688), componist
- Daniel Bellemans (1640-1674), auteur van Den lieffelijke paradijs-vogel
- Daniel Jules Delestré (1881 - 1967), pastoor van Grimbergen
- Constantinus Louis Spillemaeckers (1900-1999)
- Godfried Thomas Pieraerts (1908–1984), oprichter van Volkssterrenwacht Mira
- Jan Feyen (1920 - 1993), beiaardier

Van 1969 tot 1972 verbleef Antoon Hurkmans, de latere bisschop van het Bisdom 's-Hertogenbosch in de abdij.

## Lijst van abten

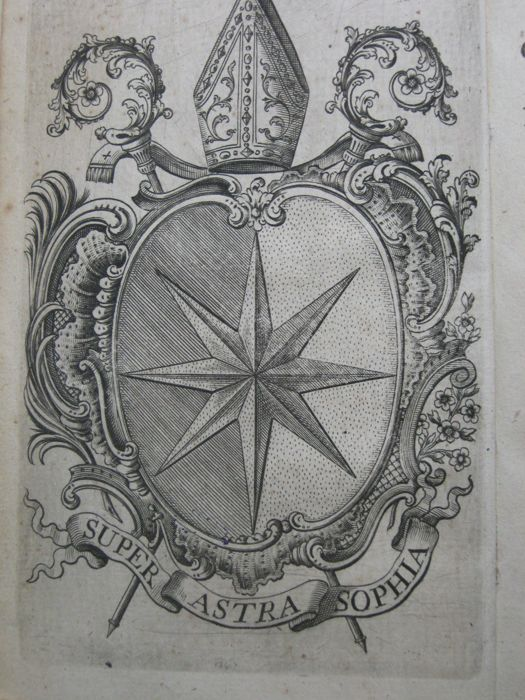
Wapenschild abt Sophie: auper astra sophia

Deze lijst vindt men terug op het verrijzenismonument in het koor van de abdijkerk.
- 1. Humbertus (–1148 of 1149) († 1148)
- 2. Diederik of Theodoricus (–1170) (†1178)
- 3. Egbertus († 1179 of 1182)
- 4. Simon († 1196)
- 5. Ioannes († 1208)
- 6. Jan van Merchtem (–1214) († 1214)
- 7. Hescelo (1200–1223) († 7 mei 1223)
- 8. Willem (1223–1228) († 1229)
- 10. Franco (1228-1244) († 2 mei 1244) – grafsteen te bewonderen in de sacristie van de abdijkerk
- 11. Daniël (1247)
- 12. Walterus de Roesbeke († 1249)
- 13. Gosuinus († 1270)
- 14. Walterus († 1303)
- 15. Anselmus († 1314)
- 16. Jan van Poddegem († 1320 of 1325)
- 17. Geeraard van Overijse († 1330)
- 18. Wouter van Marck († 1354)
- 19. Godefridus de Vos († 23 september 1367 of 1371)
- 20. Jan van den Hove († 1392)
- 21. Aegidius de Paepe († 1396)
- 22. Radulphus de Busingem (1367-1387) († 1397)
- 23. Boudewijn de Prickere (1396-1400) († 1403)
- 24. Aegidius de Boeckhout (1400-1416) († 22 augustus 1416)
- 25. Cornelius de Kempenaer (1416-1446) († 14 juni 1446)
- 26. Ioannes (Jan) Vranckx (1446–1465) († 2 mei 1465)
- 27. Jan van Mechelen (1465–1474) († 1474)
- 28. Jan van der Molen (1468/69–1477) († 10 juli 1477)
- 29. Mark van der Straeten (1477–1489) († 31 augustus 1489)
- 30. Arnoldus Persoens (1489- 1505) († 31 mei 1509) Disce pati
- 31. Petrus van Wayenberghe (1505–1540)(† 7 november 1540), de eerste gemijterde abt van de abdij
- 32. Franciscus du Blioul (1540–1542) († 25 december 1542)
- 33. Nicolaus a Spira (1543–1568) († 10 juli 1568) Spiritum rectum inspira, aangesteld door Keizer Karel V
- 34. Geraard van Campenhout (1569–1577) († 20 april 1577)
- 35. Antoon van Oyenbrugge (1577–1594) († 13 februari 1594)
- 36. Filip van Raubergen (1594–1613) († 10 februari 1613)
- 37. Christophorus Outers (1613–1647) (° 1547 - † 12 september 1647)
- 38. Carolus Fernandez de Velasco (1647–1665) († 13 oktober 1665) Illumina, legde de eerste steen van de huidige abdijkerk
- 39. Iudocus (Joost) vander Elst (1665–1670)(°24 juni 1599 - † 21 februari 1670)
- 40. Laurentius Bogaerts (1670–1692) († begin januari 1692)
- 41. Judocus Bassery (1692–1698) (°Brussel - † 3 mei 1698)
- 42. Herman de Munck (1698–1712) († 12 december 1712)
- 43. Augustinus van Eeckhout (1716–1747) (°Brussel, 3 september 1670 - † 4 april 1747)
- 44. Franciscus Casens (1747–1755) (°Brussel, 1679, - † 20 juni 1755) Fortitudo mea Deus
- 45. Jan-Baptist Sophie (1755–1775) (°Brussel, 30 juni 1692 - † 11 mei 1775) Super astra sophia
- 46. Ignatius Josephus du Rondeau (1775–1778) (°Brussel, 20 mei 1732 - † 14 januari 1778) Praesis et prosis
- 47. Nicolas Joseph Maras (1778–1794) (°Brussel, 18 april 1733 - † 11 december 1794) Nemo sibi

Oversten en abten na de Franse Revolutie
- 48. Jan-Baptist Van Den Bergen (1834–1851) (°Sint-Jans-Molenbeek, 3 maart 1768 - † 17 juli 1851)
- 49. Godfried Van Overstraeten (1851–1870) (°Merchtem, 19 april 1815 - † Diest, 18 augustus 1872)
- 50. Ludolphus Van Beveren (1870–1876) († 1876) Cor unum in Deo
- 51. Alexander Van Put (1876–1897) (°Bouchout, 5 januari 1817 - †Grimbergen, 28 januari 1897) In dilectione et patientia (In liefde en geduld)
- 52. Evermodus Lahaise of Lahaize (1897–1915) (°Hollain, 17 september 1860 - † 25 november 1915) In te Domine speravi (Op U, Heer, is onze hoop gevestigd)
- 53. Hiëronymus Hoppenbrouwers (1916–1941) (°Achterbroek, 12 maart 1860 - † 27 december 1941) Ora et labora
- 54. Augustinus Cantinjaeu (1942–1946) (° Zemst-Bos, 18 juni 1909 - † Grimbergen, 17 december 1990) In de vreugde der liefde
- 55. Hroznata Van Heesch (1946–1957) (°Heeswijk, 11 september, 1881 - † Grimbergen, 14 juli 1965)
- 56. Emiel Louis De Winde (1957–1982) († 1987)
- 57. Werenfried Petrus Wagenaar (1982–2004) In vinculo pacis (Door de band van de vrede)
- 58. Erik De Sutter (2004–) Illum oportet crescere (Hij moet groeien)